# Miconia picinguabensis
Miconia picinguabensis är en tvåhjärtbladig växtart som beskrevs av Renato Goldenberg och Angela Borges Martins. Miconia picinguabensis ingår i släktet Miconia och familjen Melastomataceae. Inga underarter finns listade i Catalogue of Life.